# Хвилівникові
Хвилівникові (Aristolochiaceae) — родина квіткових рослин порядку Piperales.

## Опис
Це багаторічні або прямостоячі трави чи виткі чагарники та чагарнички, з черговими листками, переважно цілісними або рідшелопатевими, без прилистків. Квітки поодинокі (звичайно пазушні) або в китицях чи в цимозних суцвіттях, актиноморфні або зигоморфні, маточково-тичинкові, циклічні. Чашечка зрослолиста і 3-лопатева або відсутня. Віночок звичайно відсутній, рідко оцвітина подвійна (рід Saruma) або з рудиментом віночка (рід Asarum). Тичинок 6 (інколи 12-36) в 1-2 колах; нитки вільні або зрослі із стовпчиком в гіностемій; пиляки вільні або прирослі до стовпчика. Гінецей з 6-4 карпел, напівапокарпний (рід Saruma), але частіше синкарпний або паракарпний, з товстим коротким стовпчиком і з зірчастою приймочкою; зав'язь нижня або напівнижня, 6- гнізда або з неповними перегородками, з численними горизонтальними або повислими насінними зачатками. Плоди напівапокарпні багатолистянки, але частіше коробочки, рідко плоди нерозкривні, 1-насінні. Насіння з дуже маленьким зародком і багатим м'ясистим ендоспермом.

## Поширення
Родина об'єднує в світі 7 родів та близько 400 видів у тропічних, субтропічних та помірних областях обох півкуль, за винятком Австралії. У Флорі України представлено 2 роди.

## Токсичність
Рослини родини Хвилівникові містять аристолохієву кислоту, що є сильним канцерогеном з відкладеним (до 10 років) терміном дії. Вживання фітопрепаратів на основі продуктів родини Хвилівникові, в тому числі, Копитняка, значно збільшує ризик захворювань на рак печінки або нирок.

## Роди
Родина містить дві підродини, в які входять наступні роди:
- Asaroideae
  - Asarum — Копитняк (121[5] вид; поширені переважно в помірній зоні Північної півкулі)
  - Saruma (один вид, Південно-Західний Китай),
- Aristolochioideae — роди поширені переважно в тропіках
  - Aristolochia — Хвилівник (485[6] видів)
  - Euglypha — Евгліфа (один вид, Парагвай)
  - Heterotropa (два види)
  - Hexastylis (один вид)
  - Pararistolochia (десять видів)
  - Thottea (три види)